# Karl-Heinz Feldkamp
Karl-Heinz „Kalli“ Feldkamp (* 2. Juni 1934 in Oberhausen) ist ein ehemaliger deutscher Fußballspieler und -trainer.
Als Spieler bestritt er in den 1950er und 1960er Jahren für SC Rot-Weiß Oberhausen in der Oberliga und der zweiten Liga 316 Spiele, in denen er 42 Tore erzielte.
Mit 408 Bundesligaspielen als Trainer gehört er zu den erfahrensten Trainern seines Fachs. Er wurde mit dem 1. FC Kaiserslautern 1991 Deutscher Meister und gewann als einziger Trainer mit drei verschiedenen Vereinen den DFB-Pokal. Darüber hinaus war er mit al Ahly Kairo und Galatasaray Istanbul erfolgreich in den Meisterschaften von Ägypten und der Türkei.

## Laufbahn

### Spieler
Feldkamp debütierte in der Saison 1952/53 in der ersten Mannschaft von Rot-Weiß Oberhausen, die nach dem Abstieg von 1951 in der 2. Liga West spielte. Ab der Saison 1954/55 etablierte er sich als Stammspieler und behielt diese Rolle bis 1965. 1957 gelang der größte Erfolg dieser Zeit, als RW Oberhausen als Tabellenzweiter wieder in die Oberliga aufstieg. Die besten Platzierungen in der Oberliga waren ein vierter Platz 1961 und ein dritter Platz 1962. Nach Einführung der Bundesliga spielte RWO in der zweitklassigen Regionalliga West, wo sich die Mannschaft im oberen Mittelfeld etablierte. Nach der Saison 1966/67, in der Feldkamp nur noch dreimal eingesetzt wurde, beendete er seine aktive Karriere. Insgesamt erzielte er in 316 Ligaspielen 42 Tore für RWO. 2004 wurde er in die Jahrhundert-Elf von Rot-Weiß Oberhausen aufgenommen. Während seiner Zeit in Oberhausen spielte er auch mit seinem älteren Bruder Friedel Feldkamp zusammen.

### Anfänge als Trainer in der Regionalliga
Feldkamp begann seine Trainerkarriere in der Saison 1972/73 bei der SG Wattenscheid 09, wo er Friedhelm Schulte ablöste. Dort leitete er die Entwicklung des Vereins hin zum Profibetrieb ein und beendete gleichzeitig sein 23 Jahre lang bestehendes Angestelltenverhältnis bei einem Oberhausener Stahlwerk. 1974 gewann er mit der SG die Meisterschaft der Regionalliga West, was die Qualifikation für die neu eingeführte 2. Bundesliga sicherte. In der ersten Zweitligasaison belegte die SG Platz sieben. Prominente Spieler jener Zeit waren der argentinische Nationalspieler Carlos Babington, vom Mäzen Klaus Steilmann verpflichtet, und der Bundesliga-Torschützenkönig von 1971 Lothar Kobluhn. Der talentierte „Spargeltarzan“ Hans Bongartz wechselte für eine Ablösesumme von 770.000 Mark zum FC Schalke 04.
Nach dem 14. Spieltag der Saison 1975/76 wurde Feldkamp, zu diesem Zeitpunkt Tabellenachter, durch Helmut Witte ersetzt. Im Dezember übernahm er den abstiegsbedrohten Ligakonkurrenten DJK Gütersloh, konnte den Abstieg jedoch nicht verhindern. Zur Saison 1976/77 wurde Feldkamp Trainer von Arminia Bielefeld in der 2. Liga Nord und führte die Mannschaft von Platz neun im Vorjahr auf Rang zwei. In den Aufstiegsspielen gegen den Südstaffelzweiten TSV 1860 München gewann Arminia das Hinspiel mit 4:0. Feldkamp mahnte jedoch: „Dieser Sieg ist noch lange kein Freibrief für den Bundesliga-Aufstieg. Am 4. Juni steht uns in München noch eine heiße Schlacht bevor.“ Tatsächlich verlor Bielefeld das Rückspiel mit 0:4, und auch das Entscheidungsspiel im Frankfurter Waldstadion ging mit 0:2 verloren. In der Folgesaison führte Feldkamp Bielefeld als Tabellenersten in die Bundesliga.

### Dritte Plätze mit Kaiserslautern – Pokalsiege mit Bayer 05 Uerdingen und Eintracht Frankfurt
Feldkamp trainierte den 1. FC Kaiserslautern von 1978 bis 1982. Unter seiner Leitung wurde der Verein zweimal Dritter in der Bundesliga (darunter Herbstmeister 1978/79) und erreichte 1981 das DFB-Pokalfinale, das mit 1:3 gegen Eintracht Frankfurt verloren wurde. 1982 folgte das Halbfinale im UEFA-Pokal gegen IFK Göteborg, der den Wettbewerb schließlich gewann. Herausragend war der 5:0-Sieg gegen Real Madrid auf dem Betzenberg nach einer 1:3-Niederlage im Hinspiel im Bernabéu-Stadion. 1981 und 1982 beendete Kaiserslautern die Bundesliga jeweils auf Rang vier.
Danach folgten kurze Stationen bei Borussia Dortmund (1982/83) und erneut bei Arminia Bielefeld (1983/84). Von 1984 bis 1987 trainierte er Bayer 05 Uerdingen, mit dem er 1985 durch einen 2:1-Sieg im DFB-Pokal-Finale gegen den FC Bayern München erstmals den Titel gewann. Im Europapokal 1986 erreichte Uerdingen das Halbfinale und sorgte mit dem Wunder von der Grotenburg für Schlagzeilen, als gegen Dynamo Dresden ein 1:3-Halbzeitrückstand in ein 7:3 gedreht wurde.
1987 übernahm Feldkamp Eintracht Frankfurt und gewann 1988 den DFB-Pokal (1:0 gegen VfL Bochum). Anschließend wechselte er zu al Ahly Kairo.

### Meistertitel und Pokalsieg mit Kaiserslautern und Meisterschaft mit Galatasaray
1990 kehrte Feldkamp zum 1. FC Kaiserslautern zurück. Er sicherte zunächst den Klassenerhalt und gewann im selben Jahr den DFB-Pokal 1990. 1991 wurde er mit Kaiserslautern Deutscher Meister. In der Saison 1991/92 belegte der Verein Platz fünf und scheiterte im Europapokal der Landesmeister nur knapp am späteren Sieger FC Barcelona unter Johan Cruyff.
Zur Saison 1992/93 wechselte Feldkamp zu Galatasaray Istanbul, wo er Mustafa Denizli ablöste. Mit Spielern wie Hakan Şükür, Falko Götz und Uğur Tütüneker wurde er direkt Meister. Danach zog er sich zurück und empfahl Reiner Hollmann als Nachfolger, der die Titelverteidigung schaffte.

### Rückkehr auf die Trainerbank nach sieben Jahren Pause
1998 übernahm Feldkamp Beşiktaş Istanbul für die letzten zehn Spiele der Saison 1998/99. Er folgte auf John Toshack und Fuat Yaman. Unter seiner Leitung holte Beşiktaş acht Siege und zwei Unentschieden, verpasste den Titel jedoch knapp. Sein Nachfolger Hans-Peter Briegel scheiterte später in der Champions-League-Qualifikation.
In den 1990er Jahren arbeitete Feldkamp als Co-Kommentator für das ZDF neben Dieter Kürten. Von 1996 bis 1997 war er im Aufsichtsrat des 1. FC Kaiserslautern.
2007 kehrte er als Trainer zu Galatasaray Istanbul zurück und trat im April 2008 zurück. Unter Spielern wie Hakan Şükür, Lincoln Cássio de Souza Soares und Rigobert Song lag Galatasaray zwei Punkte hinter Fenerbahçe, bevor Nachfolger Cevat Güler noch Meister wurde. Am 26. November 2008 wurde Feldkamp Technischer Direktor und arbeitete später mit Bülent Korkmaz.

## Erfolge als Trainer
- 1978: Bundesligaaufstieg mit Arminia Bielefeld
- 1985: DFB-Pokal mit Bayer Uerdingen
- 1988: DFB-Pokal mit Eintracht Frankfurt
- 1989: Ägyptische Meisterschaft und Pokal mit al Ahly SC
- 1990: DFB-Pokal mit 1. FC Kaiserslautern
- 1991: Deutscher Meister mit 1. FC Kaiserslautern
- 1993: Türkischer Meister und Pokal mit Galatasaray Istanbul

Auszeichnungen
- Kicker-Trainer des Jahres: 1980, 1991